# Alcadino

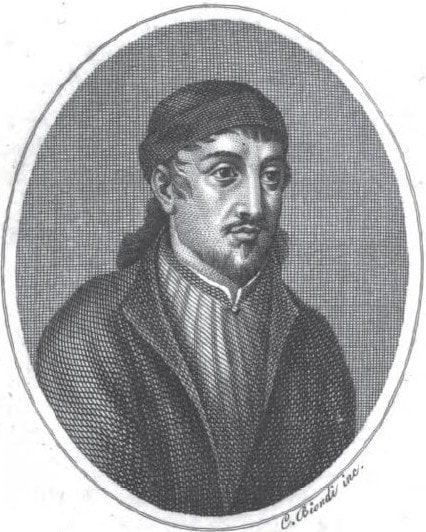

Alcadino (Siracusa, 1170-desconocido, 1234) fue un médico y escritor italiano reconocido por sus servicios a los emperadores del Sacro Imperio Romano Germánico en Italia.

## Biografía
Alcadino, hijo de un hombre llamado García, enseñó como profesor en la escuela de Salerno, donde había estudiado en su juventud y donde extendió su reputación por todo el Reino de Nápoles y por Sicilia.
Enrique VI del Sacro Imperio Romano Germánico requirió sus servicios por una enfermedad peligrosa que le había hecho interrumpir sus expediciones, y tras su curación le nombró médico oficial o primer médico.
Muerto Enrique VI, continuó al servicio del hijo de éste, Federico II Hohenstaufen, para el cual compuso unos epigramas latinos en versos elegíacos sobre los baños de Pouzzoles, De Balneis Puteolanis.

## Obra
Su obra escrita principal se compuso de unos epigramas latinos, impresos por primera vez en una colección titulada De balneis omnibus quae extant apud Graecos et Arabes, en Venecia en el año 1553 por Tommaso Giunta, con un opúsculo De balneis Puteolorum, Bajorum et Pithecusarum, editado posteriormente en Nápoles en 1591 por Giovanni Battista Elisio, y en 1593 por Scipione Mazzella en la obra Puteolos à Neapoli petens cum medium viae perrexerit.
También fue artífice de otros dos Tratados conocidos como De triumphis Henrici imperatoris, una relación de victorias del emperador Enrique VI, y De his quae a Federico II imperatore praeclare et fortiter gesta sunt, una biografía del emperador Federico II.